# مازدا فيريسا
مازدا فيريسا (بالإنجليزية: Mazda Verisa)‏ هي سيارة من تصنيع شركة مازدا.